# Pierre Frédéric Charles Baerwald
Pierre Frédéric Charles Baerwald (auch Peter Friedrich Carl Baerwald, * 27. Mai 1797 in Berlin; † 26. Dezember 1871 ebenda) war ein Apotheker und Berliner Kommunalpolitiker.
Baerwald war Mitglied der Französisch-reformierten Gemeinde. Er war Besitzer der Engel-Apotheke. Von 1820 bis 1848 gehörte er als Stadtrat dem Berliner Magistrat an. Baerwald war erster Verwaltungsdirektor der Städtischen Gasanstalt in der Gitschiner Straße, Berlin-Kreuzberg. 1874 wurde eine nahegelegene Straße nach ihm benannt, ebenso die Baerwaldbrücke. Auch das in der Baerwaldstraße gelegene Baerwaldbad trägt seinen Namen. Für seine kommunalpolitischen Verdienste wurde Baerwald am 21. Mai 1845 zum Stadtältesten von Berlin ernannt. Er wurde auf dem Friedhof I der Französisch-reformierten Gemeinde (Berlin-Mitte) beerdigt.
| Personendaten    | Personendaten                            |
| ---------------- | ---------------------------------------- |
| NAME             | Baerwald, Pierre Frédéric Charles        |
| ALTERNATIVNAMEN  | Baerwald, Peter Friedrich Carl           |
| KURZBESCHREIBUNG | Apotheker und Berliner Kommunalpolitiker |
| GEBURTSDATUM     | 27. Mai 1797                             |
| GEBURTSORT       | Berlin                                   |
| STERBEDATUM      | 26. Dezember 1871                        |
| STERBEORT        | Berlin                                   |